# Sina Siegenthaler
Sina Siegenthaler (27 de septiembre de 2000) es una deportista suiza que compite en snowboard. Ganó una medalla de bronce en el Campeonato Mundial de Snowboard de 2025, en la prueba de campo a través por equipo mixto.

## Medallero internacional
| Campeonato Mundial | Campeonato Mundial | Campeonato Mundial | Campeonato Mundial              |
| Año                | Lugar              | Medalla            | Prueba                          |
| ------------------ | ------------------ | ------------------ | ------------------------------- |
| 2025               | Engadina (Suiza)   | Medalla de bronce  | Campo a través por equipo mixto |